# Spencer Tracy
Spencer Tracy (5 tháng 4 năm 1900 – 10 tháng 6 năm 1967) là một diễn viên điện ảnh Mỹ. Trong sự nghiệp kéo dài hơn 30 năm từ 1930 đến 1967 ông đã tham gia 74 bộ phim và giành 2 Giải Oscar Nam diễn viên chính xuất sắc nhất từ 9 lần được đề cử (kỷ lục của hạng mục này). Tracy được coi là một trong những diễn viên xuất sắc nhất trong lịch sử Hollywood, nổi tiếng vì diễn xuất điêu luyện và đa dạng nhất, ông có thể vào vai anh hùng, kẻ ác hay diễn viên hài và luôn cho khán giả thấy khả năng nhập vai tuyệt vời. Năm 1999, ông được Viện phim Mỹ xếp thứ 9 trong những minh tinh màn bạc vĩ đại nhất mọi thời đại.

## Thời niên thiếu
Spencer Tracy sinh ngày 5 tháng 4 năm 1900 tại Milwaukee, Wisconsin. Spencer là con thứ hai của ông John Edward Tracy, một người bán xe tải và bà Caroline Brown. Spencer Tracy được đặt tên thánh là Spencer Bonaventure Tracy.
Thời niên thiếu, do điều kiện gia đình nên Tracy thường xuyên phải chuyển trường. Năm 1915 ông vào học tại trung học Wauwatosa East, chỉ một năm sau ông chuyển sang trường nam sinh Cathedral of St. John the Evangelist. Khi gia đình chuyển đến Kansas, Missouri, Spencer đăng ký vào trường nội trú St. Mary's College rồi trung học Rockhurst. Chỉ 6 tháng sau, khi tình hình công việc của ông John Tracy không tiến triển ở Kansas, cả gia đình lại chuyển về Milwaukee, Spencer lại đến ngôi trường thứ sáu của mình, đó là học viện Marquette, tại đây ông đã gặp người bạn diễn sau này là Pat O'Brien.
Khi Chiến tranh thế giới thứ nhất bùng nổ, cả Tracy và O'Brien rời trường để tham gia Hải quân Hoa Kỳ mùa xuân năm 1917. Sau chiến tranh Spencer học tiếp phổ thông tại Học viện Quân sự và Hải quân Tây Bắc ở Lake Geneva, Wisconsin và kết thúc việc học phổ thông tại ngôi trường thứ 8, trung học Milwaukee's West Division (nay là Trường trung học nghệ thuật Milwaukee) vào tháng 2 năm 1921.
Spencer Tracy tiếp tục học đại học ở Cao đẳng Ripon, tại đây ông quyết định chọn sự nghiệp diễn xuất khi xin thử vai và được tuyển vào Học viện kịch nghệ Hoa Kỳ ở New York.

## Sự nghiệp

### Khởi đầu

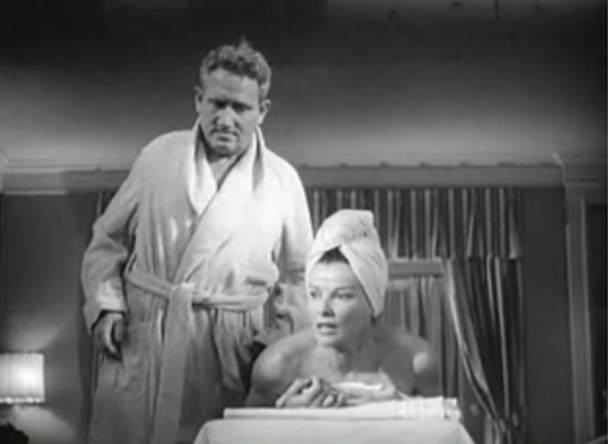
Tracy và Hepburn trong Adam's Rib (1949)

Vai diễn ở sân khấu Broadway đầu tiên của Spencer là vai một người máy trong vở R.U.R. (1922) của Karel Čapek, trong thập niên 1920 ông còn có 5 vở diễn khác tại Broadway. Một năm sau khi bắt đầu nghiệp diễn Tracy cưới nữ diễn viên Louise Treadwell, hai người sống với nhau đến khi ông qua đời, họ có hai người con, John và Louise (Susie).
Sau một thời gian dài phải diễn lưu động ở Michigan, Canada và Ohio, cuối cùng thì năm 1930 Spencer mới có cơ hội nổi tiếng khi được nhận vai trong vở kịch ăn khách của Broadway, The Last Mile. Đạo diễn John Ford khi xem diễn xuất của Tracy trong The Last Mile đã đề nghị ông ký hợp đồng tham gia bộ phim Up the River của hãng Fox Pictures (tiền thân của 20th Century Fox). Ngay sau đó Spencer cùng gia đình chuyển đến hẳn Hollywood nơi trong 5 năm đầu sự nghiệp, ông đã tham gia tới 25 bộ phim.

### Đỉnh cao
Năm 1935 Tracy chuyển sang đầu quân cho hãng Metro Goldwyn Mayer và lập tức có được thành công khi trở thành người đầu tiên đoạt hai Giải Oscar Nam diễn viên chính xuất sắc nhất vào hai năm liên tiếp 1937 (Captains Courageous) và 1938 (Boys Town). Spencer Tracy còn có 7 đề cử khác cho hạng mục Vai chính với diễn xuất trong các phim San Francisco (1936), Father of the Bride (1950), Bad Day at Black Rock (1955), Ông già và biển cả (The Old Man and the Sea, 1958), Inherit the Wind (1960), Judgment at Nuremberg (1961) và Guess Who's Coming to Dinner (1967, đề cử sau khi ông đã qua đời). Với 9 lần được đề cử, hiện Tracy và Laurence Olivier đang là hai nam diễn viên giữ kỷ lục về số lần được đề cử ở hạng mục Vai nam chính của Giải Oscar.
Năm 1941 Tracy bắt đầu mối quan hệ lâu dài và gắn bó với nữ diễn viên huyền thoại Katharine Hepburn, quan hệ tình cảm này kéo dài cho tới tận khi Tracy qua đời năm 1967. Mặc dù việc xác định đây là tình bạn lâu năm hay tình yêu đôi lứa vẫn còn là chủ đề gây tranh cãi, nhưng sự thật là Spencer không ly dị vợ cho đến cuối đời.

### Qua đời
Ngày 10 tháng 6 năm 1967, chỉ 17 ngày sau khi hoàn thành bộ phim cuối cùng, Guess Who's Coming to Dinner (1967, đóng cặp với Hepburn), Spencer Tracy qua đời ở tuổi 67 vì bệnh suy tim.

## Các phim đã đóng
| - The Strong Arm (1930) - Taxi Talks (1930) - The Hard Guy (1930) - Up the River (1930) - Quick Millions (1931) - Six Cylinder Love (1931) - Goldie (1931) - She Wanted a Millionaire (1932) - Sky Devils (1932) - Disorderly Conduct (1932) - Young America (1932) - Society Girl (1932) - The Painted Woman (1932) - Me and My Gal (1932) - 20.000 Years in Sing Sing (1932) - The Face in the Sky (1933) - Shanghai Madness (1933) - The Power and the Glory (1933) - Man's Castle (1933) - The Mad Game (1933) - The Show-Off (1934) - Looking for Trouble (1934) - Bottoms Up (1934) - Now I'll Tell (1934) - Marie Galante (1934) - It's a Small World (1935) - The Murder Man (1935) - Dante's Inferno (1935) - Whipsaw (1935) | - Riffraff (1936 film) (1936) - Fury (1936) - San Francisco (1936) - Libeled Lady (1936) - They Gave Him a Gun (1937) - Captains Courageous (1937) - Big City (1937) - Mannequin (1938) - Test Pilot (1938) - Hollywood Goes to Town (1938) - Boys Town (1938) - For Auld Lang Syne: No. 4 (1939) - Hollywood Hobbies (1939) - Stanley and Livingstone (1939) - I Take This Woman (1940) - Young Tom Edison (1940) (cameo) - Northward, Ho! (1940) - Northwest Passage (1940) - Edison, the Man (1940) - Boom Town (1940) - Men of Boys Town (1941) - Dr. Jekyll and Mr. Hyde (1941) - Woman of the Year (1942) - Ring of Steel (1942) (narrator) - Tortilla Flat (1942) - Keeper of the Flame (1942) - His New World (1943) (dẫn chuyện cho phim tài liệu) - A Guy Named Joe (1943) - The Seventh Cross (1944) | - Thirty Seconds Over Tokyo (1944) - Without Love (1945) - The Sea of Grass (1947) - Cass Timberlane (1947) - State of the Union (1948) - Edward, My Son (1949) - Adam's Rib (1949) - Malaya (1949) - Father of the Bride (1950) - For Defense for Freedom for Humanity (1951) - Father's Little Dividend (1951) - The People Against O'Hara (1951) - Pat and Mike (1952) - Plymouth Adventure (1952) - The Actress (1953) - Broken Lance (1954) - Bad Day at Black Rock (1955) - The Mountain (1956) - Desk Set (1957) - Ông già và biển cả (The Old Man and the Sea, 1958) - The Last Hurrah (1958) - Inherit the Wind (1960) - The Devil at 4 O'Clock (1961) - Judgment at Nuremberg (1961) - How the West Was Won (1962) (narrator) - It's a Mad, Mad, Mad, Mad World (1963) - Guess Who's Coming to Dinner (1967) |